# Brunsvigia litoralis
Brunsvigia litoralis är en amaryllisväxtart som beskrevs av Robert Allen Dyer. Brunsvigia litoralis ingår i släktet Brunsvigia och familjen amaryllisväxter. Inga underarter finns listade i Catalogue of Life.